# انتقام

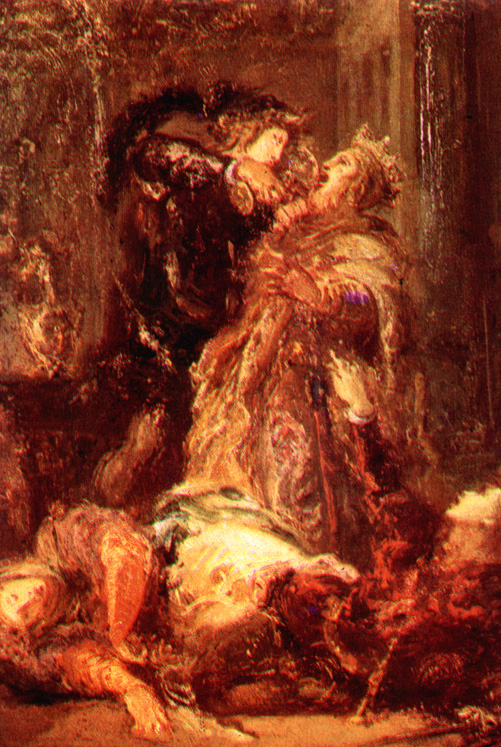

الانتقام أو الثأر هو عمل ضار ضد شخص أو مجموعة ما، استجابة لمظلمة حقيقية أو متصورة.
والانتِقَام لغةً: مصدر انتقم، وأصل هذه المادة يدلُّ على إنكارِ شيءٍ وعَيبه، يقال: لم أَرْض منه حتى نَقِمْت وانتَقَمْت، إذا كافأَه عقوبةً بما صنَع. والنِّقْمَةُ العقوبة، وانْتَقَمَ الله منه أي: عاقَبَه، والاسم منه: النَّقْمة، ونَقَمْت ونَقِمْتُ: بالَغْت في كراهة الشَّيء.
والانتِقَام اصطلاحًا هو: إنزال العقوبة مصحوبًا بكراهية تصل إلى حدِّ السَّخط.
وقال أبو هلال العسكري: (الانتِقَام: سَلْبُ النِّعمة بالعذاب).
والفرق بين الانتقام والعقاب: أن الانتِقَام: سَلْبُ النِّعمة بالعذاب، والعقاب: جزاء على الجُرم بالعذاب، لأنَّ العقاب نقيض الثَّواب، والانتِقَام نقيض الإنعام.
وعلى الرغم من أن العديد من جوانب الانتقام تتفق مع مفهوم العدالة، فإن الانتقام يعني ضمنًا التركيز على إحداث مزيد من الضرر والعقاب في مقابل عقاب متصالح ومتناغم. في حين أن العدالة عمومًا تعني الإجراءات المتخذة التي يدعمها نظام قضائي شرعي، عن طريق نظام من الأخلاق، أو نيابة عن الأغلبية الأخلاقية، والانتقام عمومًا يعني الإجراءات المتخذة من قبل فرد أو مجموعة محددة خارج حدود السلوك القضائي أو الأخلاقي. هدف الانتقام عادة ما يكون إرغام الظالم المتصور على أن يعاني القدر من الألم نفسه أو أكبر من ذلك الذي لحق بالمظلوم في الأصل.

## بين العفو والانتقام
- حثَّت الشريعة الإسلامية على العفو في مواضع عدة من القرآن الكريم منها:

قال الله تعالى: ((وَإِذَا مَا غَضِبُوا هُمْ يَغْفِرُونَ)) ~[الشُّورى: 37]... وقال أيضًا: ((فَمَنْ عَفَا وَأَصْلَحَ فَأَجْرُهُ عَلَى اللَّهِ إِنَّهُ لا يُحِبُّ الظَّالِمِينَ))  ~[الشُّورى:40].
بيَّن تعالى أنَّ العفو عن المعتدي -والتَّغاضي عن خطئه- أفضل مِن الانتِقَام منه.
قال الطبري: (يقول تعالى: وإذا ما غضبوا على من اجترم إليهم جُرمًا، هم يغفرون لمن أجرم إليهم ذنبه، ويصفحون عنه عقوبة ذنبه).
وقال أبو إسحاق: (في هذا دليل على أنَّ الانتِقَام قبيح فِعْله على الكِرَام؛ فإنَّهم قالوا: الكريم إذا قَدِر غَفَر، وإذا عثر بمساءة ستر، واللَّئيم إذا ظفر عقر، وإذا أَمِن غَدَر).
وفي السنَّة النبوية: عن عائشة  أنَّها قالت: ((ما خُيِّر رسول الله ﷺ بين أمرين إلَّا أخذ أيسرهما، ما لم يكن إثمًا، فإن كان إثمًا كان أبعد النَّاس منه، وما انتقم رسول الله ﷺ لنفسه، إلا أن تُنتَهك حُرْمَة الله فينتقم لله بها)).
قال النَّوويّ في شرح الحديث: (قولها: ((إلَّا أن تُنْتَهك حُرْمَة الله)) استثناء منقطع، معناه: لكن إذا انتُهِكت حُرْمَة الله، انتصر لله تعالى، وانتقم ممَّن ارتكب ذلك، وفي هذا الحديث الحثُّ على العفو والحِلْم واحتمال الأذى، والانتصار لدين الله تعالى ممَّن فعل محرَّمًا أو نحوه، وفيه أنَّه يُسْتَحبُّ للأئمَّة والقُضَاة وسائر وُلاة الأمور التَّخلُّق بهذا الخُلُق الكريم، فلا ينتقم لنفسه، ولا يهمل حقَّ الله تعالى).
- وقد قال المنصور: (لذَّة العفو أطيب مِن لذَّة التَّشفِّي).
- وقال ابن القيِّم: (وفي الصَّفح والعفو والحِلْم مِن الحلاوة والطَّمأنينة، والسَّكينة وشرف النَّفس، وعزِّها ورفعتها عن تشفِّيها بالانتِقَام ما ليس شيء منه في المقَابَلة والانتِقَام).
- قد يُباح الانتقام في حالات معينة وفق ضوابط وشروط، فقد أُذِنَ لمن اعتُدِيَ عليه أن يردَّ بالمثل على مَن اعتدى عليه:

قال تعالى: ((فَمَنِ اعْتَدَى عَلَيْكُمْ فَاعْتَدُواْ عَلَيْهِ بِمِثْلِ مَا اعْتَدَى عَلَيْكُمْ وَاتَّقُواْ اللّهَ وَاعْلَمُواْ أَنَّ اللّهَ مَعَ الْمُتَّقِينَ))  ~[البقرة: 194]
قال السعدي في تفسيرها: (ولما كانت النُّفوس -في الغالب- لا تقف على حدِّها إذا رُخِّص لها في المعاقبة لطلبها التَّشفِّي -أي الانتِقَام-، أمر تعالى بلزوم تقواه، التي هي الوقوف عند حدوده، وعدم تجاوزها، وأخبر تعالى أنَّه مَعَ الْمُتَّقِينَ، أي: بالعون، والنَّصر، والتَّأييد، والتَّوفيق).
وقال أيضًا: ((وَجَزَاء سَيِّئَةٍ سَيِّئَةٌ مِّثْلُهَا...)) ~[الشُّورى: 40]
قال القرطبيُّ في تفسيرها: (قال العلماء: جعل الله المؤمنين صنفين؛ صنفٌ يعفون عن الظَّالم، فبدأ بذكرهم في ((وَإِذَا مَا غَضِبُوا هُمْ يَغْفِرُونَ)) ~[الشُّورى: 37]. وصنفٌ ينتصرون من ظالمهم، ثمَّ بيَّن حدَّ الانتصار بقوله: ((وَجَزَاء سَيِّئَةٍ سَيِّئَةٌ مِّثْلُهَا)) فينتصر ممَّن ظلمه مِن غير أن يعتدي.
قال مقاتل وهشام بن حجير: هذا في المجروح ينتقم مِن الجارح بالقِصَاص دون غيره مِن سبٍّ أو شتمٍ).
- ويقول ابن تيمية: (وقد يُهجر الرَّجل عقوبةً وتعزيرًا، والمقصود بذلك ردعه وردع أمثاله، للرَّحمة والإحسان، لا للتَّشفِّي والانتِقَام).
قال تعالى: ((وَالَّذِينَ إِذَا أَصَابَهُمُ الْبَغْيُ هُمْ يَنْتَصِرُون)) ~[الشورى:39]
قال السدي: أي ينتصرون ممن بغى عليهم من غير أن يعتدوا...
فإن قال قائل: وما في الانتصار من المدح؟ قيل: إن في إقامة الظالم على سبيل الحقّ وعقوبته بما هو له أهل تقويما له، وفي ذلك أعظم المدح.
قال ابن رجب الحنبلي: (وأما قوله: «وَالَّذِينَ إِذَا أَصَابَهُمُ الْبَغْيُ هُمْ يَنتَصِرُونَ» ~[الشُّورى: 39]، فليس منافيًا للعفو، فإنَّ الانتصار يكون بإظهار القُدْرة على الانتِقَام، ثمَّ يقع العفو بعد ذلك، فيكون أتمَّ وأكمل).
قال الأبشيهي: (والذي يجب على العاقل إذا أَمْكَنه الله تعالى أن لا يجعل العقوبة شيمته، وإن كان ولا بدَّ مِن الانتِقَام، فليرفق في انتقامه، إلَّا أن يكون حدًّا مِن حدود الله تعالى).
- لكن إن كان الاعتداء حاصلًا في شيء مِن حقوق الله، فإنَّ الاعتداء بالمثْل حينئذ لا يجوز. كمن جار في الحكم بين الخصوم، أو خان في الأهل ونحو ذلك، فليس لك أن تجور في الحكم، ولا أن تخونه في أهله؛ لأنَّ ذلك اعتداء آخر على حقوق الله وحدوده.

## مساوئ الانتقام وعواقبه
يَحْرِم المنتقم نفسه من نيل السؤدد والشرف في قومه، ويَحرم نفسه من أن يُحمد ذكره، وأن يوجب شكره، ويُعَرِّض نفسه للندامة وقد يورث الحقد والضغائن، وهو ليس من صفات الكرام:
- قال الأبشيهي: (قيل: مَن انتقم فقد شَفَى غَيْظه، وأخذ حقَّه، فلم يجب شُكرُه، ولم يُحمَد في العالمين ذِكْرُه).[17]
- قالت حكماء الهند: (لا ظفر مع بغي... ولا سؤدد مع انتقام).[18]
- قال ابن القيِّم: (فما انتقم أحدٌ لنفسه قطُّ إلَّا أعقبه ذلك ندامة).[19]
- وقال بعضهم: (لا يحملنَّك الحَنَق على اقتراف إثم؛ يشفي غيظك، ويسقم دينك).[20]
- وقال الشَّاعر مبينًا سبب تركه للانتقام ممَّن يتعدَّى عليه[21].: